# Hagia Triada
Hagia Triada o Agía Triáda (Αγία Τριάδα —"Santísima Trinidad" en lengua griega—) es un sitio arqueológico situado en el sur la isla de Creta, cerca de Festo.

## Hallazgos arqueológicos
Fue excavado entre 1902 y 1914 por la Scuola Archeologica Italiana di Atene, dirigida por Federico Halbherr y Luigi Pernier. En él se hallaron los restos de una villa residencial o palacio minoico  construido en torno al año 1600 a. C. al que a partir del siglo XIV a. C. se le incorporaron diversos elementos micénicos como un megaron y un santuario. 
Entre las estancia se encontraban espacios que servían de almacenes y otros eran habitaciones residenciales. En las paredes había numerosas pinturas al fresco. Sus menores dimensiones por comparación a otras ruinas de la cultura cretense, como el palacio de Cnosos, relativizan su importancia arquitectónica; pero los objetos hallados en las excavaciones le hacen de gran importancia: 
- Un gran número de tablillas con escritura cretense, denominada lineal A.

- Sarcófagos con pinturas al fresco que dan una idea acerca de la religión de los antiguos cretenses.

- Cerámica minoica, especialmente los vasos denominados vaso del príncipe y vaso de los segadores. En el primero se muestra a tres personajes que se encuentran frente a otro que empuña un cetro, lo que le da un aspecto de mando. El segundo contiene las imágenes de varios trabajadores del campo que van caminando con sus herramientas de labranza. Es de notar que en este vaso se quiere dar sensación de profundidad al poner a unas figuras delante de otras. También puede destacarse el ritón de los boxeadores.

Se ha sugerido que podría haber sido la residencia de verano del rey de Festo o quizá fue la residencia principal después de la destrucción del palacio de Festo.
En el lugar también se han hallado restos del periodo geométrico (siglo VIII a. C.) periodo  durante el que fue un lugar de culto. Se conservan también restos de un santuario de Zeus del periodo helenístico y una iglesia del siglo XIV de Agios Georgios Gálatas.

### Sarcófago de Hagia Triada

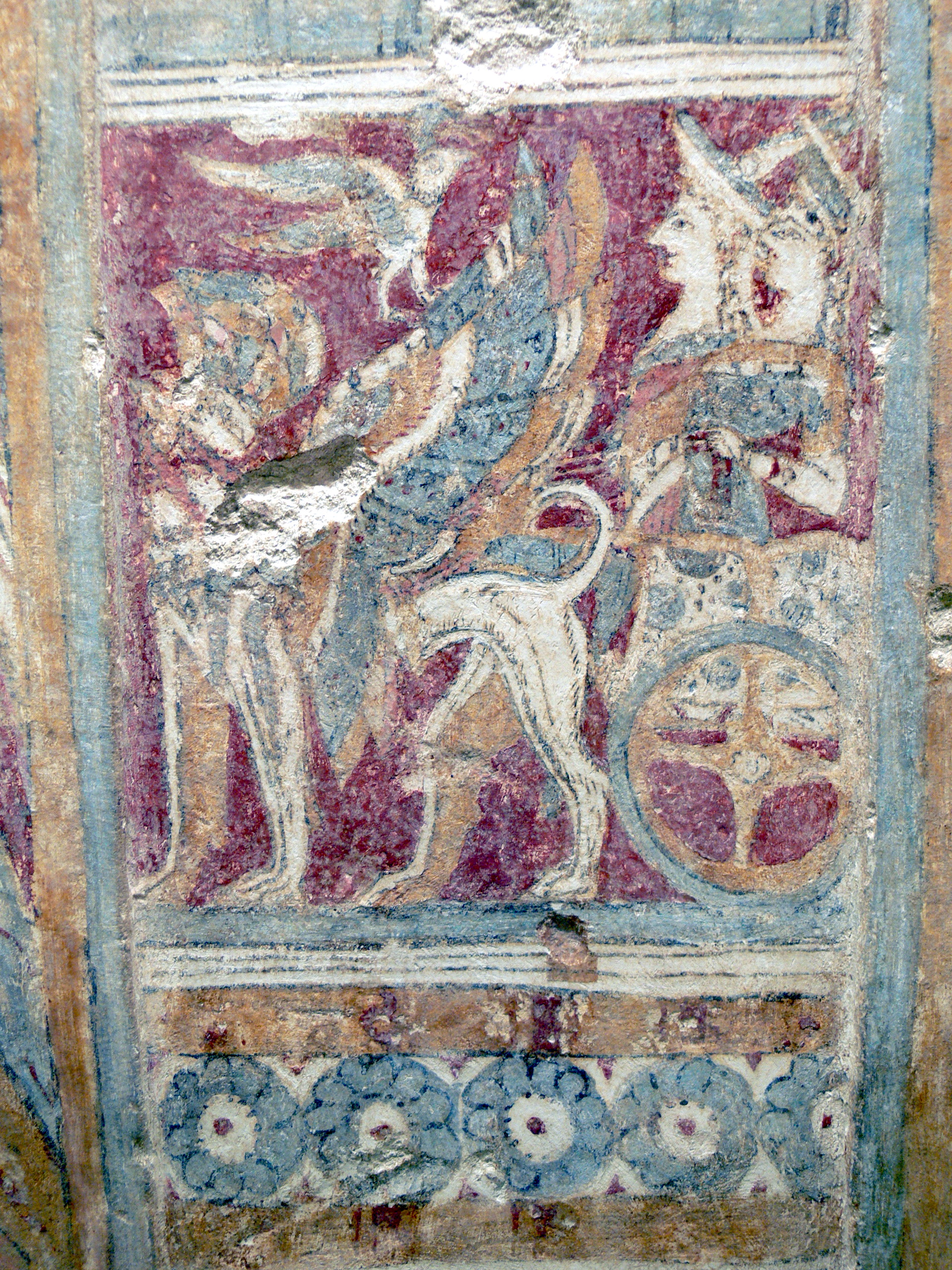
Lateral con el carro tirado por un grifo.

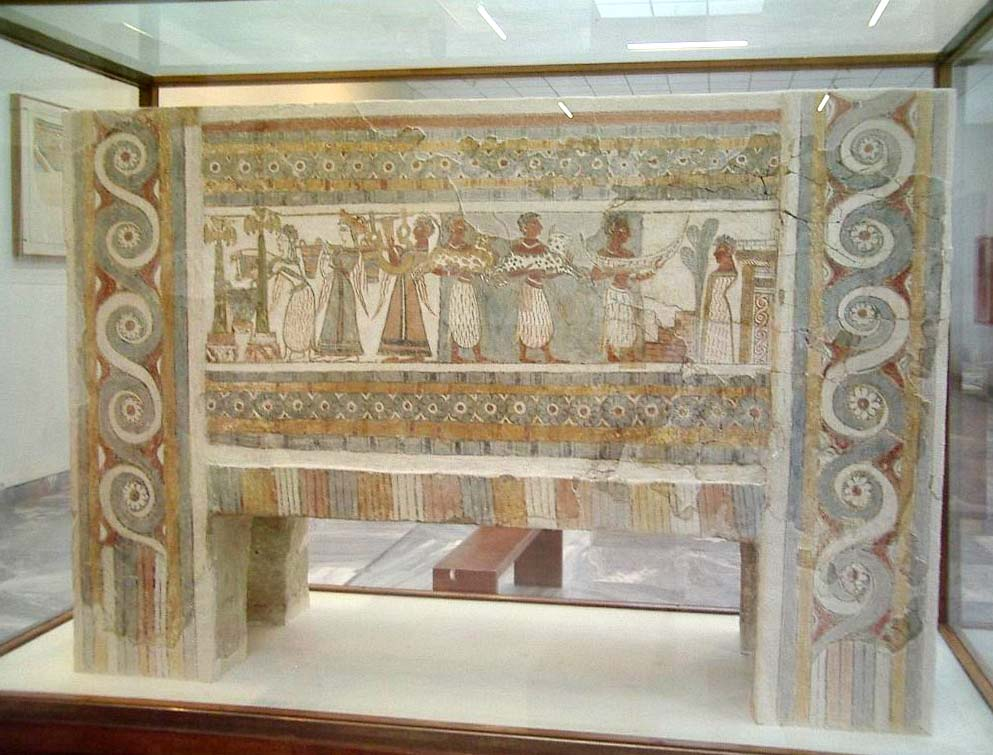
Cara A.

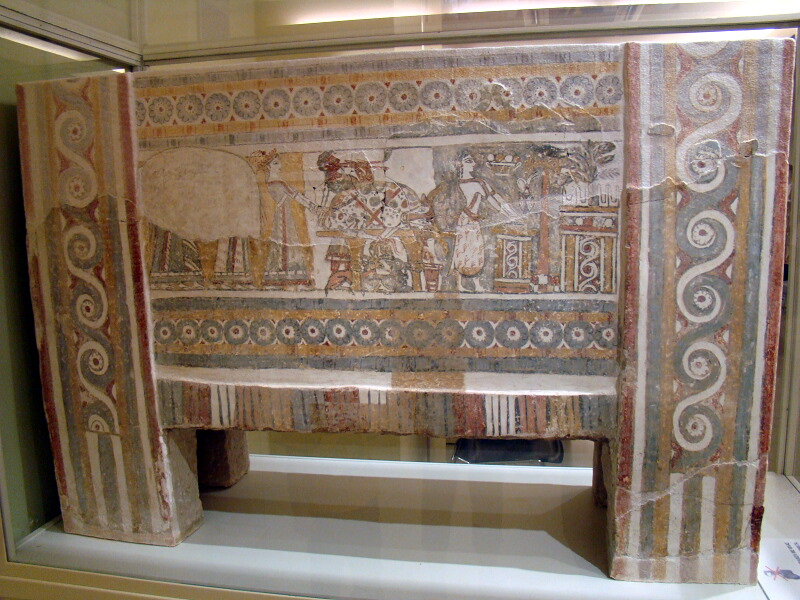
Cara B.

El denominado sarcófago de Hagia Triada, conservado en el Museo arqueológico de Heraklion, que se ha fechado en torno al año 1400 a. C., tiene cuatro caras. Las dos caras principales muestran escenas rituales y en las laterales se representa a la pareja de difuntos subidos en carros, uno tirado por caballos y otro por un grifo.
En la cara A aparecen dos escenas en el mismo espacio compositivo:
- Escena con fondo azul: Aparecen tres hombres portando ofrendas. Dos llevan animales a sacrificar y un tercero porta lo que parece ser un barco (maqueta quizás). Lo llevan ante una figura que ha dado lugar a múltiples interpretaciones diciendo que puede ser un sacerdote, un dios, el difunto deificado o inclusive una estatua por su rigidez, y detrás de esta figura se encuentra el árbol de la vida.
- Escena con fondo blanco: En ella aparecen dos mujeres y un hombre con ritones los cuales van a hacer libaciones (seguramente de vino o cerveza) en un gran caldero situado entre dos postes acabados en hachas dobles (labrys ).

En la cara B hay un ritual de sacrificio de un toro y una escena procesional.